# Powell, Alabama
Powell är en ort i DeKalb County i delstaten Alabama, USA.